# Le Dernier Jour
Le Dernier Jour je francouzský hraný film z roku 2004, který režíroval Rodolphe Marconi podle vlastního scénáře. Film zachycuje vztahy v dysfunkční rodině během vánočních svátků.

## Děj
Simon studuje v Paříži a na Vánoce odjíždí za rodiči a za starší sestrou na rodinný víkendový dům v Bretani. Ve vlaku se k němu připojí dívka Louise. Simon ji pozve, aby strávila svátky s jeho rodinou. V rodině nicméně nepanují přátelské vztahy, jak mezi sourozenci, tak mezi manželi. Simon doufá, že obnoví svůj vztah se strážcem majáku Mathieum, ale ten je odtažitý. Na konci prázdnin se Simon dozvídá od matky, kdo je jeho pravý otec.

## Obsazení
| Nicole Garcia      | Marie      |
| Gaspard Ulliel     | Simon      |
| Mélanie Laurentová | Louise     |
| Bruno Todeschini   | Marc       |
| Alysson Paradis    | Alice      |
| Christophe Malavoy | Jean-Louis |
| Thibault Vinçon    | Mathieu    |
| Daniel Berlioux    | Pierre     |